# Diócesis de Garzón
La diócesis de Garzón (en latín: Dioecesis Garzonensis) es una circunscripción eclesiástica de la Iglesia católica en Colombia. Se trata de una diócesis latina, sufragánea de la arquidiócesis de Ibagué. Desde el 9 de febrero de 2022 es sede vacante y su administrador apostólico es el obispo es Miguel Fernando González Mariño.

## Territorio y organización
La diócesis tiene 9667 km² y extiende su jurisdicción sobre los fieles católicos de rito latino residentes en 22 comunas del departamento de Huila: Altamira, Agrado, Garzón, Gigante, Pital, Guadalupe, Tarqui, Suaza, La Argentina, La Plata, Nátaga, Paicol, Tesalia, Acevedo, Elías, Isnos, Oporapa, Palestina, Pitalito, Saladoblanco, San Agustín y Timaná.
Su territorio limita al norte con la diócesis de Neiva, al este con la diócesis de Florencia, al sur con la diócesis de Mocoa-Sibundoy y al oeste con la arquidiócesis de Popayán y el vicariato apostólico de Tierradentro.
La sede de la diócesis se encuentra en la ciudad de Garzón, en donde se halla la Catedral de la Inmaculada Concepción de la Virgen María.
En 2021 en la diócesis existían 64 parroquias agrupadas en 6 vicarías: San Pedro, San Pablo, San Andrés, San Agustín, San Mateo y San Juan:
Vicaría de San Pedro
- San Miguel Arcángel, Catedral (Garzón)
- Nuestra Señora del Rosario de Chiquinquirá (Garzón)
- Santa Teresita del Niño Jesús (Garzón)
- San José de Nazareth (Garzón)
- El Espíritu Santo (Garzón)
- Inmaculada Concepción (Inspección de La Jagua, Garzón)

Vicaría de San Pablo
- San Antonio de Padua (Gigante)

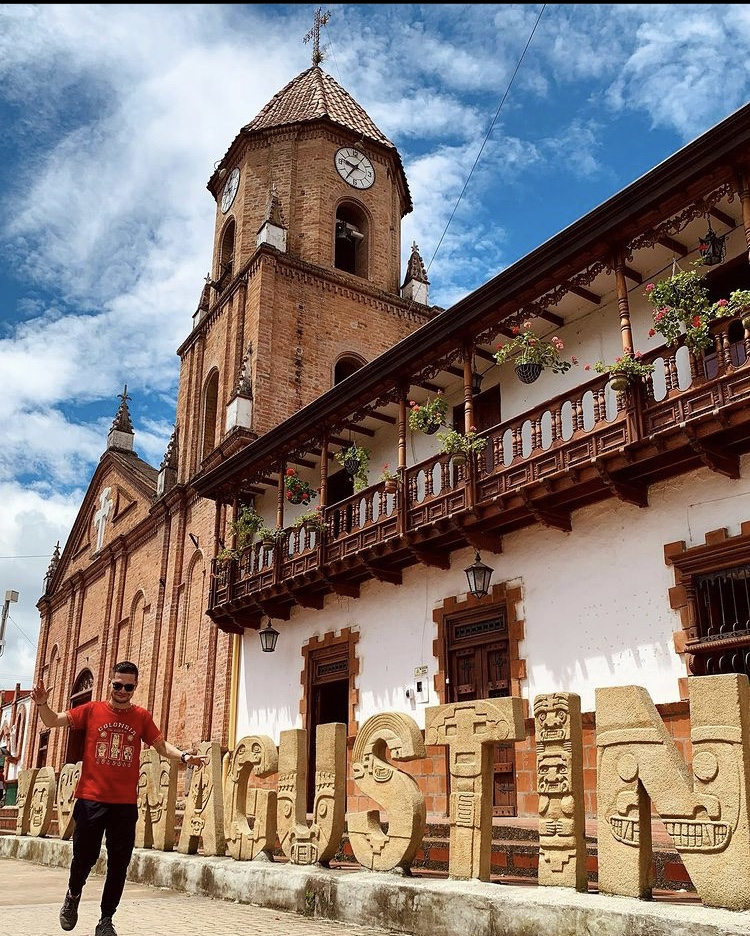
Parroquia San Agustín, San Agustín - Huila.

- Nuestra Señora de Aránzazu (Gigante)
- Nuestra Señora del Carmen (Inspección Potrerillos, Gigante)
- San José de Rioloro (Inspección de Rioloro , Gigante)Templo San Calixto de Timaná - Huila. (Parroquia más antigua de la Diócesis de Garzón).

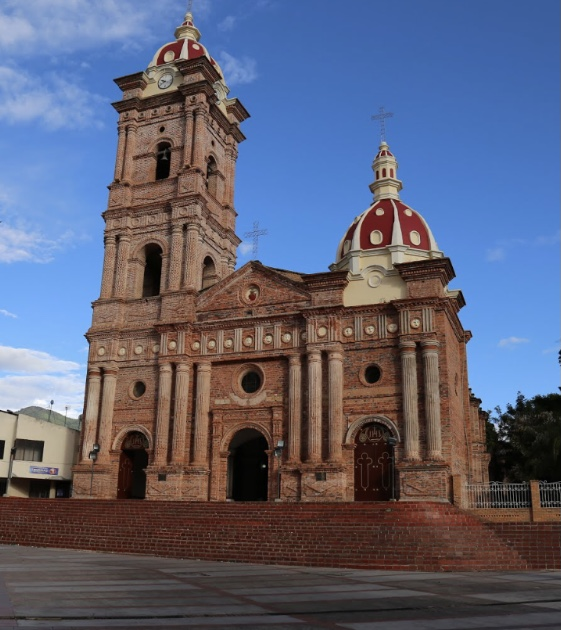
Templo San Calixto de Timaná - Huila. (Parroquia más antigua de la Diócesis de Garzón).

- San José de Zuluaga (Inspección de Zuluaga, Garzón)
- Santa Rosa de Lima (El Pital)
- Nuestra Señora de las Mercedes (Agrado)

Vicaría de San Andrés
- San Calixto (Timaná)
- Santísima Trinidad (Inspección Naranjal, Timaná)
- Nuestra Señora del Perpetuo Socorro (San Adolfo, Acevedo)
- El Señor de la Divina Misericordia (Acevedo)
- San Francisco Javier (Acevedo)
- Nuestra Señora de Guadalupe (Guadalupe)
- San Antonio de Padua (Inspección de San Antonio del Pescado, Garzón)
- San Antonio de Padua (Tarqui)
- Nuestra Señora del Perpetuo Socorro (Inspección Maito, Tarqui)
- Nuestra Señora de Fatima (Inspección Quinturo, Tarqui)
- Divino Niño (Vergel, Tarqui)
- Inmaculado Corazón de María (Rica Brisa, Tarqui)
- San Emígdio (Elías)
- San Roque (Altamira)Parroquia San Agustín, San Agustín - Huila.
- San Lorenzo (Suaza)
- Nuestra Señora de Aránzazu (Inspección de Gallardo, Suaza)

Vicaría de San Agustín
- San Agustín (San Agustín)
- Nuestra Señora de Lourdes (San Agustín)
- Nuestra Señora de las Lajas (Alto del Obispo, San Agustín)
- Nuestra Señora de Fátima (Inspección de Obando, San Agustín)
- Nuestra Señora de las Mercedes (Saladoblanco)
- Sagrado Corazón (Inspección Salto de Bordones, Isnos)
- San José de Isnos (Isnos)
- San José (Oporapa)

Vicaría de San Mateo
- San Sebastián (La Plata)
- Inmaculada Concepción (Inspección Santa Leticia, La Plata)
- María Auxiliadora (La Plata)
- Nuestra Señora de Monserrate (Inspección Monserrate, La Plata)
- Nuestra Señora del Carmen (Inspección Villalosada, La Plata)
- Nuestra Señora del Carmen (Inspección de Belén, La Plata)
- San Rafael (La Plata)
- Divino Niño (La Plata)
- Socorro-San Andrés (Inspección San Andrés, La Plata)
- Nuestra Señora de las Mercedes (Nátaga)
- Nuestra Señora del Rosario (Tesalia)
- San Isidro (La Argentina)
- Santa Rosa de Lima (Paicol)
- San Roque (Inspección de Pacarní, Tesalia)

Vicaría de San Juan
- San Antonio de Padua (Pitalito)
- Espíritu Santo (Pitalito)
- Medalla Milagrosa (Inspección de La Laguna, Pitalito)
- Nuestra Señora de Valvanera (Pitalito)
- Nuestra Señora de Aránzazu (Palestina)
- Nuestra Señora del Carmen (Inspección de Bruselas, Pitalito)
- Nuestra Señora del Carmen (Inspección de Guacacallo, Pitalito)
- Sagrado corazón (Pitalito)
- Divino Niño (Pitalito)
- Santa Marta (Pitalito)
- Señor de los Milagros (Pitalito)
- San Juan Pablo II (Pitalito)
- Señor de la Divina Misericordia (Pitalito)

## Historia
La diócesis de Garzón fue erigida el 20 de mayo de 1900 mediante el decreto Quum legitimae de la Congregación Consistorial, obteniendo el territorio de la diócesis del Tolima (que abarcaba la región conocida como Tolima Grande), que simultáneamente fue suprimida. Originalmente fue sufragánea de la arquidiócesis de Popayán.
En el año 1905 fue creado el departamento del Huila, con los mismos límites de la diócesis de Garzón.
En octubre de 1909 se realizó la inauguración del edificio del Seminario Conciliar María Inmaculada en Garzón. En agosto de 1943 comenzó la construcción del nuevo Seminario de Garzón. En 1944 empezó a ser centro para la formación sacerdotal. Hacia 1954 se llevó a cabo la demolición del viejo edificio del seminario.
El 25 de febrero de 1964, mediante la bula De Ecclesiarum prosperitate del papa Pablo VI, la iglesia de la Inmaculada Concepción de Neiva fue elevada al rango de concatedral de la diócesis, que a la vez tomó el nombre de la diócesis de Garzón-Neiva.
El 9 de febrero de 1967 se produjo un fuerte sismo que destruyó buena parte de los templos del Huila, los cuales fueron reconstruidos.
El 24 de julio de 1972, mediante la bula Ad aptius tutiusque del papa Pablo VI, la diócesis cedió una porción de su territorio para la erección de la diócesis de Neiva y al mismo tiempo la diócesis asumió su nombre actual.
El 14 de diciembre de 1974 pasó a formar parte de la provincia eclesiástica de Ibagué.
El 20 de mayo de 2000 se realizó la celebración del centenario de la diócesis contando con la presencia del presidente Andrés Pastrana Arango.

## Estadísticas
Según el Anuario Pontificio 2022 la diócesis tenía a fines de 2021 un total de 488 365 fieles bautizados.
| Año                                                                             | Población            | Población          | Población          | Sacerdotes         | Sacerdotes         | Sacerdotes         | Bautizados por sacerdote | Diáconos permanentes | Religiosos         | Religiosos         | Parroquias         |
| Año                                                                             | Bautizados católicos | Total              | % de católicos     | Total              | Clero secular      | Clero regular      | Bautizados por sacerdote | Diáconos permanentes | Varones            | Mujeres            | Parroquias         |
| Diócesis de Garzón                                                              | Diócesis de Garzón   | Diócesis de Garzón | Diócesis de Garzón | Diócesis de Garzón | Diócesis de Garzón | Diócesis de Garzón | Diócesis de Garzón       | Diócesis de Garzón   | Diócesis de Garzón | Diócesis de Garzón | Diócesis de Garzón |
| ------------------------------------------------------------------------------- | -------------------- | ------------------ | ------------------ | ------------------ | ------------------ | ------------------ | ------------------------ | -------------------- | ------------------ | ------------------ | ------------------ |
| 1950                                                                            | 239 800              | 240 000            | 99.9               | 67                 | 17                 | 84                 | 2854                     |                      | 27                 | 137                | 50                 |
| Diócesis de Garzón-Neiva                                                        |                      |                    |                    |                    |                    |                    |                          |                      |                    |                    |                    |
| 1966                                                                            | 379 420              | 380 000            | 99.8               | 70                 | 20                 | 90                 | 4215                     |                      | 28                 | 218                | 50                 |
| 1970                                                                            | 462 500              | 474 320            | 97.5               | 68                 |                    | 68                 | 6801                     |                      |                    |                    | 52                 |
| Diócesis de Garzón                                                              |                      |                    |                    |                    |                    |                    |                          |                      |                    |                    |                    |
| 1976                                                                            | 231 900              | 232 042            | 99.9               | 39                 | 10                 | 49                 | 4732                     |                      | 10                 | 116                | 27                 |
| 1980                                                                            | 285 750              | 285 880            | 100.0              | 36                 | 17                 | 53                 | 5391                     |                      | 20                 | 117                | 27                 |
| 1990                                                                            | 412 000              | 421 000            | 97.9               | 50                 | 12                 | 62                 | 6645                     |                      | 14                 | 118                | 34                 |
| 1999                                                                            | 514 000              | 530 000            | 97.0               | 55                 | 15                 | 70                 | 7342                     |                      | 30                 | 155                | 41                 |
| 2000                                                                            | 447 000              | 461 000            | 97.0               | 65                 | 15                 | 80                 | 5587                     |                      | 31                 | 155                | 44                 |
| 2001                                                                            | 447 000              | 461 000            | 97.0               | 75                 | 15                 | 90                 | 4966                     |                      | 36                 | 155                | 48                 |
| 2002                                                                            | 447 000              | 461 000            | 97.0               | 66                 | 15                 | 81                 | 5518                     |                      | 36                 | 155                | 49                 |
| 2003                                                                            | 475 000              | 490 000            | 96.9               | 85                 | 15                 | 100                | 4750                     |                      | 34                 | 155                | 51                 |
| 2004                                                                            | 475 000              | 490 000            | 96.9               | 81                 | 10                 | 91                 | 5219                     |                      | 30                 | 155                | 51                 |
| 2006                                                                            | 488 000              | 508 000            | 96.1               | 106                | 10                 | 116                | 4206                     |                      | 29                 | 155                | 51                 |
| 2008                                                                            | 504 000              | 524 000            | 96.2               | 130                | 118                | 12                 | 3877                     |                      | 29                 | 158                | 57                 |
| 2013                                                                            | 528 000              | 548 000            | 96.4               | 109                | 102                | 7                  | 4844                     |                      | 29                 | 124                | 62                 |
| 2016                                                                            | 546 129              | 566 356            | 96.4               | 112                | 105                | 7                  | 4876                     |                      | 21                 | 89                 | 62                 |
| 2019                                                                            | 479 885              | 536 407            | 89.5               | 112                | 112                |                    | 4284                     |                      | 19                 | 114                | 62                 |
| 2021                                                                            | 488 365              | 537 693            | 90.8               | 145                | 137                | 8                  | 3368                     |                      | 26                 | 120                | 64                 |
| Fuente: Catholic-Hierarchy, que a su vez toma los datos del Anuario Pontificio. |                      |                    |                    |                    |                    |                    |                          |                      |                    |                    |                    |

## Episcopologio
- Esteban Rojas Tovar † (20 de mayo de 1900-21 de julio de 1922 renunció[nota 2])
- José Ignacio López Umaña † (10 de abril de 1924-15 de marzo de 1942 nombrado arzobispo coadjutor de Cartagena)
- Gerardo Martínez Madrigal † (23 de junio de 1942-29 de febrero de 1964 renunció[nota 3])
- José de Jesús Pimiento Rodríguez † (29 de febrero de 1964-22 de mayo de 1975 nombrado arzobispo de Manizales)
- Octavio Betancourt Arango † (10 de noviembre de 1975-26 de abril de 1977 renunció)
- Ramón Mantilla Duarte, C.SS.R. † (26 de abril de 1977-25 de octubre de 1985 nombrado obispo de Ipiales)
- Libardo Ramírez Gómez (18 de octubre de 1986-15 de marzo de 2003 renunció)
- Rigoberto Corredor Bermúdez (19 de diciembre de 2003-15 de julio de 2011 nombrado obispo de Pereira)
- Fabio Duque Jaramillo, O.F.M. † (11 de junio de 2012-9 de febrero de 2022 falleció)
  - Sede vacante (desde 2022)
  - Miguel Fernando González Mariño, desde el 21 de febrero de 2022 (administrador apostólico)
- Jaime Alberto Cabrera Arcos (28 de enero de 2025'actual-' )